# Brjanka
Brjanka (Oekraïens: Брянка) is een stad in de Oekraïense oblast Loehansk, hemelsbreed ongeveer 47 km ten zuidwesten van de hoofdplaats Loehansk en 628 km ten zuidoosten van de hoofdstad Kiev.

## Geschiedenis
Brjanka werd in 1696 opgericht door Zaporozje-Kozakken. In de 19e eeuw maakte deze plaats een grote groei door, vooral vanwege de winning van steenkool. In 1962 verkreeg het de status van stad.
Sinds 2014 valt de stad onder controle van de internationaal niet-erkende volksrepubliek Loegansk.

## Bevolking
Op 1 januari 2021 telde Brjanka naar schatting 44.987 inwoners. Het aantal inwoners vertoont al meerdere jaren een dalende trend: in 1959 had de stad nog 77.600 inwoners.
| 1923  | 1926  | 1939   | 1959   | 1970   | 1979   | 1989   | 2001   | 2014   | 2021   |
| ----- | ----- | ------ | ------ | ------ | ------ | ------ | ------ | ------ | ------ |
| 7.372 | 9.505 | 36.920 | 77.600 | 71.421 | 62.768 | 64.816 | 54.767 | 46.830 | 44.987 |

In 2001 bestond de stad etnisch uit Oekraïners (28.919 personen - 47%) en Russen (24.551 personen - 40%). Uitgezonderd van 444 Wit-Russen (0,7%) en 403 Tataren (0,7%) waren er geen andere vermeldenswaardige minderheden.
De meest gesproken taal in de stad is het Russisch. In 2001 sprak 87% van de bevolking het Russisch als eerste taal, terwijl 12,7% van de bevolking het Oekraïens sprak.